# Vanderci de Andrade Aguilera
Vanderci de Andrade Aguilera (Sertanópolis, 18 de maio de 1943) é uma linguista brasileira conhecida por seus trabalhos em dialetologia, geolinguística e sociolinguística. É professora aposentada da Universidade Estadual de Londrina e foi responsável pela elaboração do Atlas Linguístico do Paraná, publicado em 1994.
A docente-pesquisadora é uma das diretoras científicas e autoras do Atlas Linguístico do Brasil, que foi publicado em 2014 pela Eduel e, na ocasião, foi objeto de notícia jornalística. Integra o Comitê Nacional do Projeto Atlas Linguístico do Brasil - ALiB. É membro do GT de Sociolinguística da Anpoll e da Comissão Científica de Dialetologia da Abralin.
Vanderci de Andrade Aguilera é bolsista de Produtividade em Pesquisa - Nível 1C (quadriênio 2021-2024), do CNPq. Tem experiência em pesquisa e docência na área de Linguística, com ênfase em Dialetologia, na perspectiva da Geolinguística pluridimensional, em Sociolinguística, em Linguística Histórica e em Lexicografia. Atua principalmente em relação aos seguintes temas: atlas linguístico, estudos lexicais sincrônicos e diacrônicos, língua portuguesa, crenças e atitudes linguísticas. É pesquisadora sênior do Programa de Pós-Graduação em Estudos da Linguagem desde sua aposentadoria. Foi bolsista da Fundação Araucária (2015-2020). Integra a equipe de pesquisadores interessados no Projeto Plataforma da Diversidade Linguística Brasileira. Atua junto a pesquisadores da Universidade de Santiago de Compostela, colabora para o Tesouro do Léxico Patrimonial galego e português e para o Projeto Para uma história do Português Paranaense. Mais informações sobre a pesquisadora, sua vasta experiência científica, suas publicações e sua importância na formação de docentes e cientistas podem ser encontradas em seu curriculum.